# Rebecca Goldstein
Rebecca Newberger Goldstein (White Plains (EE. UU.)  23 de febrero de 1950) es una filósofa estadounidense, novelista e intelectual. Es la autora de diez libros, muchos de los cuales están entre la ficción y la no ficción. Su doctorado; en Princeton fue en el área de filosofía de la ciencia, a veces se le asocia con los novelistas, como Richard Powers y Alan Lightman, que escriben ficción y tienen simpatía hacia la ciencia.
En sus tres obras de no ficción ha mostrado una afinidad por el racionalismo filosófico, así como una fuerte convicción de que la filosofía, como la ciencia, hace que el progreso científico en sí este apoyado por argumentos filosóficos. También ha hecho hincapié en el papel que la razón filosófica secular ha hecho en los avances morales.
Cada vez más, en sus conversaciones y entrevistas, ha estado explorando lo que ella ha llamado "importar la teoría" como alternativa al utilitarismo tradicional. Esta teoría es una continuación de la idea de "mattering theory" que había sugerido por primera vez en su novela The Mind-Body Problem. El concepto de mattering theory ha sido ampliamente adoptado en contextos tan diversos como la crítica cultural, la psicología y la economía del comportamiento.
Goldstein es miembro del Fellow MacArthur y ha recibido la Medalla Nacional de Humanidades, el National Jewish Book Award, y muchos otros honores.

## Temprana edad y educación
Goldstein, de nacimiento Rebecca Newberger, creció en White Plains, e hizo su trabajo de grado en el City College de Nueva York, Universidad de California en Los Ángeles, y el Barnard College, donde se graduó con honores en 1972. Nació en una familia judía ortodoxa. Tiene un hermano mayor que es rabino ortodoxo, y también tiene una hermana menor, Sarah Stern. Tuvo una hermana mayor, Mynda Barenholtz, fallecida en 2001.

## Carrera
Después de obtener su Ph.D. en la Universidad de Princeton, donde estudió con Thomas Nagel y escribió una disertación sobre "Reduction, Realism and the Mind," volvió a Barnard como profesora de filosofía. Allí publicó su primera novela, The Mind-Body Problem (1983), un relato serio-cómico del conflicto entre la emoción y la inteligencia, combinado con reflexiones sobre la naturaleza del genio de las matemáticas, los desafíos que enfrentan las mujeres intelectuales, y de la tradición e identidad judía. Goldstein dijo que escribió el libro de "...insert 'real life' intimately into the intellectual struggle. In short I wanted to write a philosophically motivated novel".
Su segunda novela, The Late-Summer Passion of a Woman of Mind (1989), se estableció en el ámbito académico, aunque con un tono mucho más oscuro. Su tercera novela, The Dark Sister (1993), fue una especie de partida: una ficcionalización posmoderna de los problemas familiares y profesionales en la vida de William James. Siguió con una colección de cuentos Strange Attractors (1993), que fue una National Jewish Honor Book y The New York Times Notable Book of the Year. Una ficción madre, hija, nieta y una presentación en dos de las historias de esa colección se convirtieron en los protagonistas de la próxima novela de Goldstein, Mazel (1995), que ganó el National Jewish Book Award y en 1995 el Premio Edward Lewis Wallant.
Una beca MacArthur en 1996 la llevó a escribir Properties of Light (2000), una historia de fantasmas sobre el amor, la traición y la mecánica cuántica. Su novela más reciente fue de 36 Arguments for the Existence of God: A Work of Fiction (2010), que explora las controversias en curso sobre la religión y la razón a través de la historia de un profesor de psicología que ha escrito un superventas ateo, mientras que su vida está impregnada de secular versiones de temas religiosos, como el mesianismo, genio divino, y la búsqueda de la inmortalidad. El libro contiene un largo apéndice de no ficción (atribuido al protagonista de la novela) que detalla treinta y seis argumentos tradicionales y modernos para la existencia de Dios junto con sus refutaciones. El libro fue elegido por la NPR como uno de los "cinco libros favoritos del año 2010" y por The Christian Science Monitor como el mejor libro de ficción del año 2010.
Goldstein ha escrito dos estudios biográficos: Incompleteness: The Proof and Paradox of Kurt Gödel (2005) y Betraying Spinoza: The Renegade Jew Who Gave Us Modernity (2006). Betraying Spinoza combinó su continuo interés en las ideas judías, la historia y su identidad con un creciente interés en el secularismo, el humanismo y el ateísmo. Goldstein describió el libro, que combina elementos de memorias, biografía, historia y análisis filosófico, como "el octavo libro que había publicado, pero el primero que me dio el paso largamente demorado e irrevocable de la integración de mi privacidad y publicidad. 36 Arguments for the Existence of God: A Work of Fiction la estableció como una figura prominente en el movimiento humanista, parte de una ola de "nuevos" nuevos ateos marcados por una retórica menos divisiva y una mayor representación de las mujeres. En 2011 fue nombrada "Humanista del Año" por la Asociación Humanista Estadounidense y "Heroína del Libre Pensamiento" por la Freedom From Religion Foundation.
En 2014, publicó Plato at the Googleplex: Why Philosophy Won't Go Away, una exploración de las raíces históricas y relevancia contemporánea de la filosofía. El libro alterna entre capítulos expositivos de la vida y las ideas de Platón, en el contexto de la antigua Grecia con diálogos modernos en los que Platón es traído a la vida en el siglo 21 y demuestra la importancia de la filosofía discutiendo con figuras contemporáneas con un ingeniero de software en la sede de Google, un neurociencientífico, y otros.
Además de Barnard, Goldstein ha enseñado en la Universidad de Columbia, Universidad Rutgers, y en el Trinity College en Hartford, y fue en 2014 profesora visitante en el New College of the Humanities en Londres. A partir de 2016, es una profesora visitante en el Departamento de Inglés de la Universidad de Nueva York. Ha ocupado becas de visitante en el Instituto de Estudios Avanzados Radcliffe, Universidad Brandeis, Santa Fe Institute, Universidad Yale y en el Dartmouth College. En 2011, entregó un libro a la Tanner Lectures on Human Values de la Universidad de Yale, titulado "The Ancient Quarrel: Philosophy and Literature." Esta en el Consejo sobre los valores del Foro Económico Mundial.
Los escritos de Goldstein se ha publicado no sólo en sus libros, sino también en los capítulos de libros editados, y en revistas, incluyendo The Atlantic, The Chronicle of Higher Education, The New York Times Book Review, New York Review of Books, The New Republic, The Wall Street Journal, The Huffington Post, Tikkun, Commentary, y en la sección "On Faith" de The Washington Post. Fue miembro de los jurados en la entrega de premios para el Premio Nacional del Libro y el Premio Sami Rohr del Jewish Book Council.

## Vida personal
Goldstein vive en Boston y en Truro, Massachusetts.
Se casó en 1969 con el físico Sheldon Goldstein cuando tenía 19 años y se divorciaron en 1999. Ella y Sheldon Goldstein son los padres de la novelista Yael Goldstein Love y el poeta Danielle Blau. En una entrevista de 2006 con Luke Ford, Goldstein dijo:

Fui ortodoxa durante mucho tiempo. Mi marido era ortodoxo. Yo estaba rota como un personaje de una novela rusa. Duró hasta la universidad. Recuerdo salir de una clase sobre la mística en lágrimas porque había abandonado a Dios. Esa fue probablemente la última ráfaga de pasión religiosa. Luego se fue y yo soy una atea feliz.

En diciembre de 2007 se casó con el psicólogo cognitivo de Harvard Steven Pinker.

### Ficción
- Thirty-Six Arguments for the Existence of God: A Work of Fiction (2010)
- Properties of Light: A Novel of Love, Betrayal and Quantum Physics (2000)
- Mazel (1995)
- The Dark Sister (1993)
- The Late-Summer Passion of a Woman of Mind (1989)
- The Mind-Body Problem (1983)

### Cuentos cortos
- Strange Attractors: Stories (1993)

### No ficción
- Plato at the Googleplex: Why Philosophy Won’t Go Away (2014)
- Betraying Spinoza: The Renegade Jew Who Gave Us Modernity (2006)
- Incompleteness: The Proof and Paradox of Kurt Gödel (2005)

## Premios y becas
- Medalla Nacional de Humanidades 2014 (entregado el 10 de septiembre de 2015 en la Casa Blanca por el presidente Barack Obama)[26]
- Premio Richard Dawkins 2014
- Montgomery Fellow, Dartmouth College 2013
- Premio a la creatividad Moment 2013
- Franke Visiting Fellow, Whitney Humanities Center, Universidad Yale 2012
- Humanista del Año otorgado en abril de 2011 por la Asociación Humanista Estadounidense
- Heroína del librepensamiento otorgado en octubre de 2011 por la Freedom From Religion Foundation
- Miller Académico, Santa Fe Institute 2011
- Mejor Libro de ficción de 2010 ("36 Arguments for the Existence of God: A Work of Fiction"), The Christian Science Monitor[15]
- Doctora honoraria por el Emerson College, 2008
- Humanista del año, otorgado por la  International Academy of Humanism en 2008[27]
- Miembro del Instituto Radcliffe de Estudios Avanzados de la Universidad de Harvard, 2006-2007
- Beca Guggenheim, 2006-2007
- Koret Jewish Book Award en el pensamiento judío de 2006, por Betraying Spinoza: The Renegade Jew who Gave Us Modernity
- Miembro de la Academia Estadounidense de las Artes y las Ciencias, 2005[28]
- Doctorado Honorario, Spertus Institute for Jewish Learning and Leadership
- Beca MacArthur, 1996
- National Jewish Book Award, 1995, por Mazel
- Premio Edward Lewis Wallant de 1995, por Mazel
- National Jewish Book Award por su libro de cuentos, Strange Attractors
- Se graduó summa cum laude de la Universidad Barnard, recibiendo el Premio a la Excelencia en Montague Filosofía
- Mientras que en la Universidad de Princeton, se le otorgó una beca de la Fundación Nacional para la Ciencia
- Whiting Award, 1991